# 約翰·皮爾斯
約翰·威廉·皮爾斯 OAM（1988年7月25日—）是一位澳洲職業網球運動員，主要在ATP挑戰賽參加單打及雙打比賽。自2013年起專注於雙打賽事，並且開始參加ATP世界巡迴賽。
皮爾斯達到生涯最高的雙打世界排名第2名，而他的單打世界排名最高紀錄則是2012年6月的第456名。